# Dominic Green (Basketballspieler)
Dominic Jevon Green (* 29. März 1997) ist ein US-amerikanischer Basketballspieler.

## Werdegang
Der aus Renton im US-Bundesstaat Washington stammende Green spielte als Heranwachsender Basketball an der Hazen High School. Er gab zunächst der Arizona State University eine Zusage, zog diese aber zurück und ging an die University of Washington. Von 2015 bis 2019 bestritt er 127 Spiele für die Hochschulmannschaft, in neun Begegnungen stand er in der Anfangsaufstellung.
Als Berufsbasketballspieler stand Green erst in seinem Heimatland bei den Santa Cruz Warriors (NBA-G-League) unter Vertrag und bestritt zwei Spiele für die Mannschaft. In der Saison 2020/21 erzielte er für den slowakischen Erstligisten BK Iskra Svit im Durchschnitt 17,6 Punkte je Begegnung. Im Sommer 2021 schloss sich Green dem deutschen Zweitligaaufsteiger VfL SparkassenStars Bochum an. Mit 19,2 Punkten je Begegnung war Green der beste Korbschütze der von Trainer Félix Bañobre betreuten Bochumer Mannschaft. Im Anschluss spielte er im Sommer 2022 für die Alliance de Montréal in der kanadischen Liga LECB.
In der Saison 2022/23 gewann er mit den Swans Gmunden den österreichischen Meistertitel, den Pokalwettbewerb sowie den Supercup. Green trat mit Gmunden auch im FIBA Europe Cup an. 2023 wechselte er zu Dziki Warschau nach Polen. 2024 nahm er einen weiteren Vereinswechsel vor und ging zu Juventus Utena nach Litauen.